# Питкуль (населённый пункт)
Питкуль — упразднённая железнодорожная станция (тип населённого пункта) в муниципальном округе Апатиты Мурманской области. Исключена из учётных данных в 1999 году.

## География
Находится на губе Охтокандской озера Имандра, вблизи реки Чёрная, в 13 км от города Апатиты и в 30 км от города Полярные Зори

## История
Возник как посёлок при станции Охтоканда в 1924 году. В 1935 году переименован вместе со станцией в Питкуль. В ноябре этого же года стал местом размещения тяговой подстанции Октябрьской железной дороги.
До 22 апреля 1991 года входил в состав Апатитского района, после, согласно указу Президиума Верховного Совета РСФСР, вошёл в состав нового Полярнозорского района.
Снят с учёта 03 ноября 1999 года согласно Закону Мурманской области от 03 ноября 1999 года № 162-01-ЗМО «Об упразднении некоторых населённых пунктов Мурманской области».

## Население
После распада СССР ж/д станция Питкуль Апатитского района была покинута. В настоящее время это дачный посёлок с непостоянным сезонным населением.
| 27 | 181 | 0 |

## Инфраструктура
Дачи. Рекреационная территория. Действует железнодорожная платформа.

## Транспорт
Доступна железнодорожным транспортом, остановка пригородных поездов. Труднодоступна автотранспортом.